# Le Violon de Rothschild (nouvelle)
Pour l’article homonyme, voir Le Violon de Rothschild.
Le Violon de Rothschild est une nouvelle d’Anton Tchekhov (en russe Skripka Rotchilda)

## Historique
Le Violon de Rothschild est initialement publié dans la revue russe Les Nouvelles russes, numéro 37, le 6 février 1894.

## Résumé
Iakov Matvéitch, soixante-dix ans, est le fabricant de cercueil d’une petite ville où l’on ne meurt pas assez pour que ses affaires soient florissantes. Pour arrondir les fins de mois, il joue du violon quand on fait appel à lui dans un orchestre tenu par le juif Moïséi Chaklès.
Sa femme tombe malade. Il se rend compte tardivement qu’elle a tout enduré en silence : la perte d’un enfant en bas âge, les privations, les coups qu'il menaçait de lui donner, sa mauvaise humeur. Il comprend cela en la voyant joyeuse de mourir. Il l’emmène quand même à l’hôpital pour se donner bonne conscience et commence à construire son cercueil avant qu'elle ne meure.
Veuf, il comprend trop tard qu’il est passé à côté de beaucoup de belles choses dans la vie. Frappé du même mal que sa femme, il lègue son violon à un musicien de l’orchestre de Moiséi avant de mourir.

## Postérité
Hanoch Levin s'inspirera de cette nouvelle pour sa pièce Requiem (1998)
Un élève de Chostakovitch (Fleishmann) composa un opéra en un acte à partir de cette nouvelle, opéra dont Chostakovitch termina l'orchestration (voir l'article homonyme qui porte sur le film tiré de cette double entreprise)

## Édition française
- Le Violon de Rotschild, traduit par Édouard Parayre, révision de Lily Dennis, Gallimard, Bibliothèque de la Pléiade, 1971  (ISBN 2 07 0106 28 4).
- Le Violon de Rotschild et autres nouvelles, choix et présentation de Gérard Conio, traduit par André Markowicz, Alinea, coll. « Point De Retour », 1986  (ISBN 2 90 4631 28 3).